# Johann von Hochstetter
Johann (Hans) Friedrich Heinrich von Hochstetter (ur. 7 maja 1784 w Braniewie, zm. 24 sierpnia 1867 w Berlinie) – pruski generał dywizji (Generalmajor).

## Życiorys

### Pochodzenie
Pochodził z rodu, który 6 października 1518 roku otrzymał od cesarza Maksymiliana I tytuł szlachecki. Był synem Friedricha von Hochstettera i jego żony Johanny Sophie z domu Velhagen. Ojciec był emerytowanym pułkownikiem w pruskiej armii. Ród, w którym się urodził, otrzymał 6 października 1518 roku cesarza Maksymiliana I tytuł szlachecki.

### Kariera wojskowa
Uczęszczał do szkoły wojskowej korpus kadetów w Chełmnie. 15 sierpnia 1797 roku rozpoczął służbę jako kapral w pułku piechoty dwodzonym przez jego ojca. W połowie grudnia 1801 roku awansował do stopnia podporucznika, a w okresie 1805/1806 pełnił funkcję adiutanta batalionu. Na tym stanowisku Hochstetter brał udział w bitwie pod Halle (Saale) podczas IV wojny koalicyjnej, po bitwie pod Lubeką, w której wojska pruskie wycofujące się po klęsce w bitwie pod Jeną-Auerstedt poniosły drugą dotkliwą klęskę, został zwolniony ze służby.
Po pokoju w Tylży powrócił w maju 1809 do służby w 3 pułku Grenadierów im. Króla Fryderyka Wilhelma II (2 Wschodniopruski). Jako podporucznik brał udział z tym pułkiem w bitwach pod Tomosną, Ekawą, Wollgund, Mežotne oraz w zdobyciu Friedrichstadt podczas kampanii rosyjskiej w 1812 roku. W czasie wojen wyzwoleńczych został odznaczony Krzyżem Żelaznym II Klasy za zasługi podczas szturmu na Wittenbergę.
Hochstetter walczył pod Luckau, Löwenberg, Goldberg, pod Kaczawą, jako kapitan sztabu został lekko ranny w bitwie pod Wartenburgiem (Kemberg). 10 kwietnia 1815 roku został awansowany na kapitana i dowódcę kompanii. Jako dowódca kompanii został 27 grudnia 1816 został skierowany do 2 Pułk Piechoty Gwardii do udziału w II wojnie światowej. 31 marca 1818 otrzymał patent oficerski, dzięki któremu został regularnym oficerem sztabowym mianowany 30 marca 1818 do stopnia majora.
30 marca 1829 roku objął stanowisko dowódcy 1 Batalionu. Na tym stanowisku Hochstetter został 30 marca 1834 awansowany do stopnia podpułkownika i odznaczony 9 września 1835 Orderem Orła Czerwonego III klasy ze wstęgą. Po awansie 30 marca 1836 na stopień pułkownika otrzymał rozkaz dowodzenia 2 Pułkiem Grenadierów Gwardii im. Cesarza Franciszka I. 17 października 1836 roku został mianowany dowódcą pułku. 8 czerwca 1838 roku został odznaczony Orderem Świętej Anny II Klasy z diamentami. Ze względu na zły stan zdrowia kilkakrotnie składał rezygnację. Po nadaniu stopnia generała majora, 9 lutego 1840 roku przeszedł z powodu inwalidztwa w stan spoczynku z przysługującą mu emeryturą.

### Rodzina
14 października 1822 poślubił w Berlinie Johannę Berthę Behrendt (1805–1832), córkę radcy dworskiego Christiana Behrendta. W małżeństwie urodziło się dwóch synów i córka.